# 思春期 (映画)
『思春期』（ししゅんき）は、1952年8月28日に公開された日本映画。製作、配給は東宝。モノクロ、スタンダード。
思春期を題材としたイタリア映画『明日では遅すぎる』（1950年）の影響を受けているとされ、翌年にヒットした大映の性典映画の先駆けとも言われる。
久保明は、本作品では本名で出演していたが、本作品の役名を芸名に用いた。久保は当時高校生で、『明日では遅すぎる』にあやかって本物の高校生を起用したものと久保自身も推測している。

## キャスト
- 原田先生：三国連太郎
- 久保明：山内康儀（現・久保明）
- 野村春雄：江原達怡
- 水谷邦夫：大前亘
- 西田眞弓：岡田茉莉子
- 中里京子：中西みどり（現・青山京子）
- 久保光枝：小夜福子
- 野村安造：佐々木孝丸
- 野村きみ：三田照子
- 中里信之：清水将夫
- 中里靜子：英百合子
- 西田彦一：村上冬樹
- 西田なつ：沢村貞子

## スタッフ
- 監督：丸山誠治
- 製作：田中友幸
- 脚本：棚田吾郎、丸山誠治
- 音楽：大木正夫
- 撮影：山崎一雄
- 美術：北辰雄
- 録音：保坂有明
- 照明：岸田九一郎